# Bovolone
Bovolone – miejscowość i gmina we Włoszech, w regionie Wenecja Euganejska, w prowincji Werona.
Według danych na rok 2004 gminę zamieszkiwało 13 430 osób, 327,6 os./km².